# رومان رينز
ليتي جوزيف «جو» أنوي (بالإنجليزية: Roman Reigns)‏ (25 مايو 1985) هو مصارع أمريكي محترف ولاعب كرة أمريكية سابقاً، يعمل لدى اتحاد دبليو دبليو إي والذي يعرف باسم رومان رينز.

## بدايته
قبل بدء المهنة في عالم المصارعة قضى فترة قصيرة في عالم كرة القدم الأمريكية ولعب في دوري كرة القدم الأمريكية (NFL) وفي دوري كرة الكندية (CFL)، وهو فرد من عائله أنوي العريقة في المصارعة وهي عائلة ساموا أمريكية مشهورة بالمصارعة.
رينز يحمل الرقم القياسي في عدد الإقصاء في مباراة سيرفايفر سريس بعدد 4 إقصاء، وأيضاً يحمل الرقم القياسي في عدد الإقصاء في مهرجان رويال رامبل بعدد 12 إقصاءات، عضو سابق في فريق الدرع وحمل لقب الفرق الزوجية مرة واحدة مع شريكه في الفريق سيث رولينز.

## مسيرته في كرة القدم
لعب كرة القدم خلال دراسته في المرحلة الثانوية، ثلاث سنوات في مدرسة بيناسكولا الثانوية وسنة واحدة في مدرسة إسكامبيا الثانوية، خلال تلك الفترة كان يطلق عليه أفضل لاعب دفاع من قبل صحيفة بيناسكولا الأخبارية، بعدها ذهب لـ معهد جورجيا التقني حيث كان لاعبا في فريق السترات الصفراء لكرة القدم، كان مبتدئ في الثلاث سنوات وكابتن في السنة الثانية. وفي عام 2006 أستدعى للفريق الأول فريق Atlantic Coast Conference كـ محترف، وأخذ المركز الثالث عشر في قائمة أفضل سجل في تاريخ معهد جورجيا التقني. وفي عام 2007 وقع لفريق مينيسوتا فايكنج، وأطلق سراحه وأضيف إلى طاقم فريق جاكسونفيل جاغوار، وفي عام 2008 وقع مع فريق ادمنتن أسكيموز وحصل على مرز في الفريق وأصبح يرتدي الرقم 99، لعب خمس مباريات مع فريق ادمنتن أسكيموز ولعب موسم واحد فقط قبل أن يتم إطلاق سراحه في نوفمبر.

## مسيرته في مصارعة المحترفين

### المصارعة العالمية للترفيه

#### فلوريدا تشامبيون شيب ريسلنغ(2010-2012)
في يوليو 2010، وقع عقد تطوير مع أتحاد المصارعة العالمية للترفيه (WWE) وأرسل إلى أتحادها التابع للتطوير فلوريدا تشامبيون شيب ريسلنغ(FCW)، أول ظهور له كان في 9 سبتمبر 2010 تحت اسم رومان لياكي وخسر امام ريتشي ستيمبوت وتبعتها عدة خسارات إلى أن حقق أول فوز له 21 سبتمبر على فهد راكمان، وتابع المنافسة في FCW خلال الفترة المتبقية من العام، أكثرها مباريات تاق تيم، وفي 16 يناير 2011 لعب في مباراة قراند رمبل (من نوع رويال رمبل) ولاكنه لم يفز وخرج منها، وفي وقت لاحق من عام 2011 شكل تحالف مع دوني مارلو متحدين أبطال التاق تيم كالفين رينز وبيج اي لينجستون في 8 يوليو.
في 2012 أصبح مصارع في المباريات الرئيسية (ماين أيفنت)، وأنتصر على بطل FCW ليو كروغر (آدم روز) في مباراة فرق زوجية في 8 يناير 2012.
في 5 فبراير 2012 أنتصر على دين امبروز وسيث رولينز في مباراة ثلاثية ليصبح المنافس الأول على بطولة FCW، ولكن فشل في تحقيق البطولة وخسر للبطل ليو كروغر (آدم روز) في الأسبوع التالي.
لاحقا حقق بطولة FCW للفرق الزوجية مع مايك دالتون (تايلر بريز) قبل أن يخسرها لصالح سي جي باركر وجايسون جوردن.
و حينما تغير الاسم من FCW إلى NXT حقق أول ظهور له مع اسم جديد وهو رومان رينز في 31 أكتوبر 2012 وأنتصر على سي جي باركر.

## فريق الدرع(2012-2014)

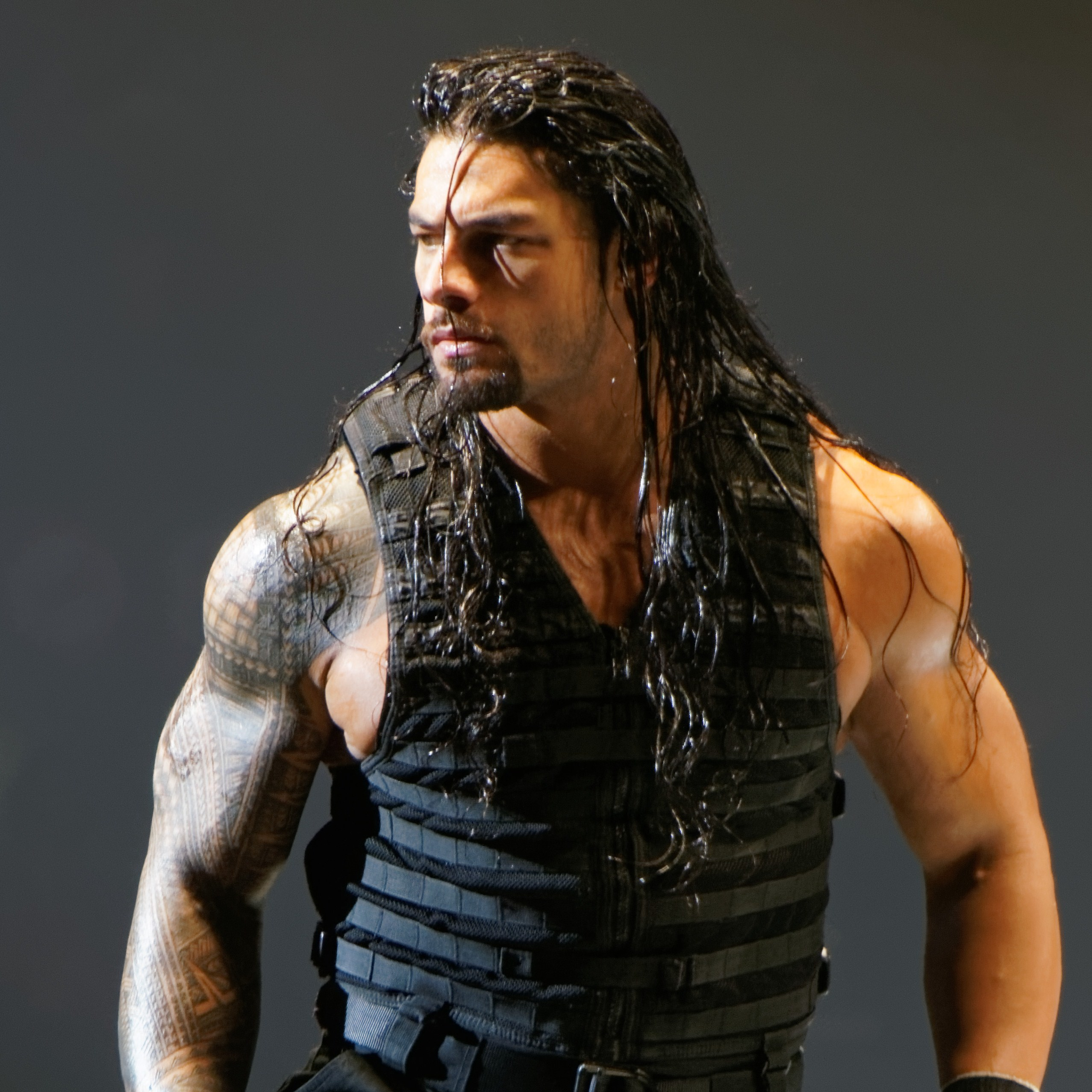
رومان رينز في نوفمبر 2013

ظهر فريق الدرع (دين امبروز، سيث رولينز، رومان رينز) أول مرة في عرض سرفايفر سيرير بتاريخ 18 نوفمبر 2012 وتدخلوا في مباراة الحدث الرئيسي في ذلك العرض، وكانت المباراة بين جون سينا ورايباك وسي إم بنك (سي ام بانك كان صاحب اللقب ذلك الوقت) وتدخلوا الدرع لصالح بانك مما جعله يفوز في تلك المباراة ويحتفظ باللقب. وقاموا بتسميه نفسهم فريق الدرع وأنهم سوف يحققون العدالة وقامو اختراع دخله جديده حيث أن جميع دخلاتهم تكون من بين الجماهير، بعدها أنكروا أنهم يعملون لـ سي إم بنك، ولكنهم يظهرون بشكل روتيني من الجماهير لمهاجمة أعداء سي إم بنك في مبارياته ومنهم رايباك وكين ودانيل براين، أدى ذلك إلى مباراة بينهم في مهرجان تي أل سي التي أنتصر فيها فريق الدرع على رايباك وكين ودانيل براين، بعدها واصلوا فريق الدرع دعمهم لـ سي إم بنك، وفي يناير 2013 قاموا بمهاجمة كل من رايباك وذا روك، وفي 28 يناير عرض الراو تم الكشف أن سي إم بنك ومدير أعمالة بول هيمان كانوا يدفعون لـ فريق الدرع وبراد مادوكس للعمل لديهم.
بعدها انتهت علاقة فريق الدرع بــ سي إم بنك، وبدوا عداوة مع جون سينا ورايباك وشيمس أدت إلى مباراة بينهم في مهرجان ألمنيشين شيمبر وأنتصر فيها فريق الدرع، وفي عرض الراو الذي يليه أنتصر فريق الدرع على رايباك وشيمس وكريس جيركو، بعدها شيمس شكل تحالف مع راندي أورتن وبيغ شو لمواجهة فريق الدرع في مهرجان رسلمينيا 29 وخرج منها فريق الدرع منتصرين، وفي عرض الراو الذي يليه حاول فريق الدرع مهاجمة الأسطورة اندرتيكر ولكنهم أوقفوا بواسطة كين ودانيل براين، وفي 22 أبريل واجهوا فريق الدرع الاسطورة اندرتيكر وكين ودانيل براين وتمكنوا من الفوز عليهم بعد انشغال اندرتيكر ودانيل براين بضرب خصومهم خارج الحلبة، وبعد هذا المباراة بأربعه أيام في عرض سماكداون لعب دين امبروز مباراة فرديه ضد الاندرتيكر ولكن لم يحالفه الحظ هذه المرة وخسر من الاندرتيكر وبعد المباراة دخل رومان رينز وسيث رولينز ليضربوا الاندرتيكر ولكن الاندرتيكر قاومهم وحده واسقطهم ارضا لينفذ رومان رينز حركة «سبير» خاطفه ويكسر الحاجز بأندرتيكر.
في عرض اكستريم رولز بتاريخ 19 مايو 2013 تمكن دين امبروز من الفوز بحزام الولايات المتحدة بعد هزيمته لكوفي كينغستون، وفي نفس الليلة تمكن سيث رولينز ورومان رينز من هزيمة كين ودانيل براين ليفوزا بحزام الفرق الزوجيه. وفي عرض سماكداون بتاريخ 24 مايو أقيمت مباراة اعاده على لقب الولايات المتحدة بين دين امبروز وكوفي كينغستون وفي أثناء المباراة تدخل رومان رينز وسيث رولينز وتنتهي المباراة بفوز كوفي كينغستون بعدم الأهلية، ولكن بعد هذا الفوز بثلاثه أيام تمكن دين امبروز من استعاده لقبه بهزيمته لكوفي في عرض الرو بتاريخ 27 مايو وفي نفس العرض دافع سيث رولينز ورومان رينز على لقب الفرق الزوجيه بفوزهم على فريق «جحيم لا» الذي يضم كين ودانيل براين، وفي عرض ليله الابطال «نايت اوف تشامبينز» بتاريخ 16 سبتمبر 2013 تمكن الدرع بالاحتفاظ على القابهم، دين امبروز هزم دولف زيغلر ورولينز ورينز هزموا فريق برايم تايم
في 23 سبتمبر حلقة الراو، رينز تثبت لأول مرة منذ صعودة للعروض الرئيسية من قبل فريق الأوسو (جيمي وجاي أوسو) وخسر مباراة هانديكاب أقصاء 11 مقابل 3.

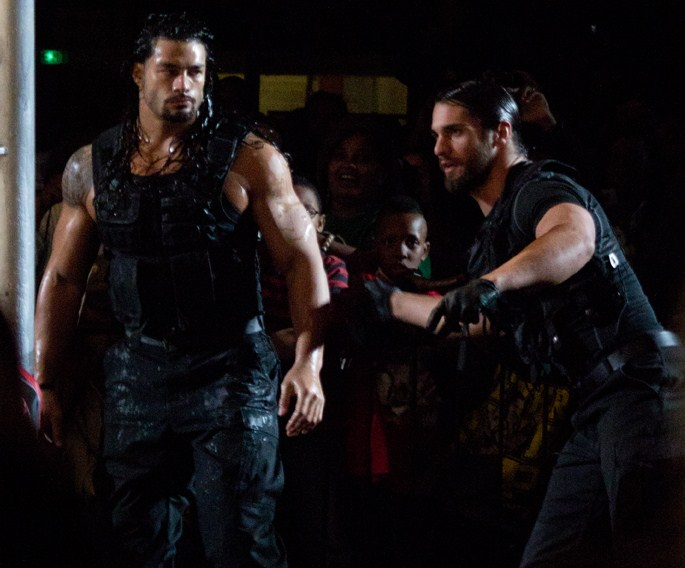
رينز (على اليسار)و زميله السابق في فريق الدرع سيث رولينز.

في أغسطس، بدا فريق الدرع العمل للرئيس التنفيذي تربل إتش والسلطة في مهرجان باتل جراوند المطرودين كودي رودز وغولدست أستعادوا وظائفهم بهزيمة رولينز ورينز في مباراة ليست على بطولة الفرق، في 14 أكتوبر حلقة راو خسر رولينز ورينز بطولة العالم للفرق الزوجية لصالح كودي رودز وغولدست في مباراة بلا قوانين بعد تدخل من بيغ شو وفي مهرجان هيل أن ذا سيل فشل رينز ورولينز في أستعادة بطولة العالم للفرق الزوجية في مباراة ثلاثية، التوتر بدا ظهوره في فريق الدرع خصوصا بين رينز وأمبروز، وكان أمبروز هو الوحيد الذي لديه بطولة، في مهرجان سرفايفر سريس رينز كان الناجي الوحيد من فريقه وأنتصر في مباراة سرفايفر سريس التقليدية وهي مباراة أقصاء 5 ضد 5، بعد الخسارة لـ سي إم بنك في مهرجان تي أل سي في مباراة هانديكاب 3 ضد 1، رينز أنتصر على سي إم بنك في مباراة فردية بعد تشتيت من قبل دين امبروز في 6 يناير 2014 ليصبح أول شخص من فريق الدرع ينتصر على سي إم بنك.
و في مهرجان رويال رمبل، رينز دخل مباراة رويال رمبل رقم 15 , وسجل رقما قياسيا في عدد الأقصاءات في مباراة واحدة وهو 12 أقصاء، قام بـ أقصاء زميليه في الفريق دين امبروز وسيث رولينز وكان الوصيف في المباراة بعد أن تم أقصائه من قبل ديف باتيستا، وفي عرض الراو الذي يليه فريق الدرع نافس في مباراة سداسية 3 ضد 3 أمام جون سينا ودانيل براين وشيمس الفريق الفائز سيدخل في مباراة ألمنيشن شيمبر على بطولة WWE العالم للوزن الثقيل، خسر فريق الدرع المباراة بعد تدخل من قبل عائلة وايت لضرب جون سينا ودانيل براين وشيمس، فريق الدرع يريد الأنتقام في مباراة سداسية 3 ضد 3 أمام عائلة وايت في مهرجان ألمنيشن شيمبر التي خسرها فريق الدرع.
في شهر مارس، بدا فريق الدرع عداوة مع كين، وتحول بعدها فريق الدرع إلى الشخصية المحبوبة، تطورت العداوة مع الأسابيع وانضم كين إلى فريق نيو أيج اوتلاوز مما أدى إلى مباراة سداسية بين الفريقين في مهرجان راسلمينيا 30 وأنتصر فيها فريق الدرع، أدت العداوة مع كين لقطع العلاقات مع تربل إتش الذي إعادة فريق أيفلوشن لمواجهتهم، فريق الدرع أنتصر على فريق أيفلوشن في مهرجان أكستريم رولز ومهرجان بايباك، وعندما غادر باتيستا فريق أيفلوشن في يونيو، أستعمل تربل إتش «الخطة ب»، وهي انقلاب رولينز، أنقلب سيث رولينز على فريق الدرع وانضم إلى تربل إتش.

## المنافسة الفردية (2014-إلى الآن)

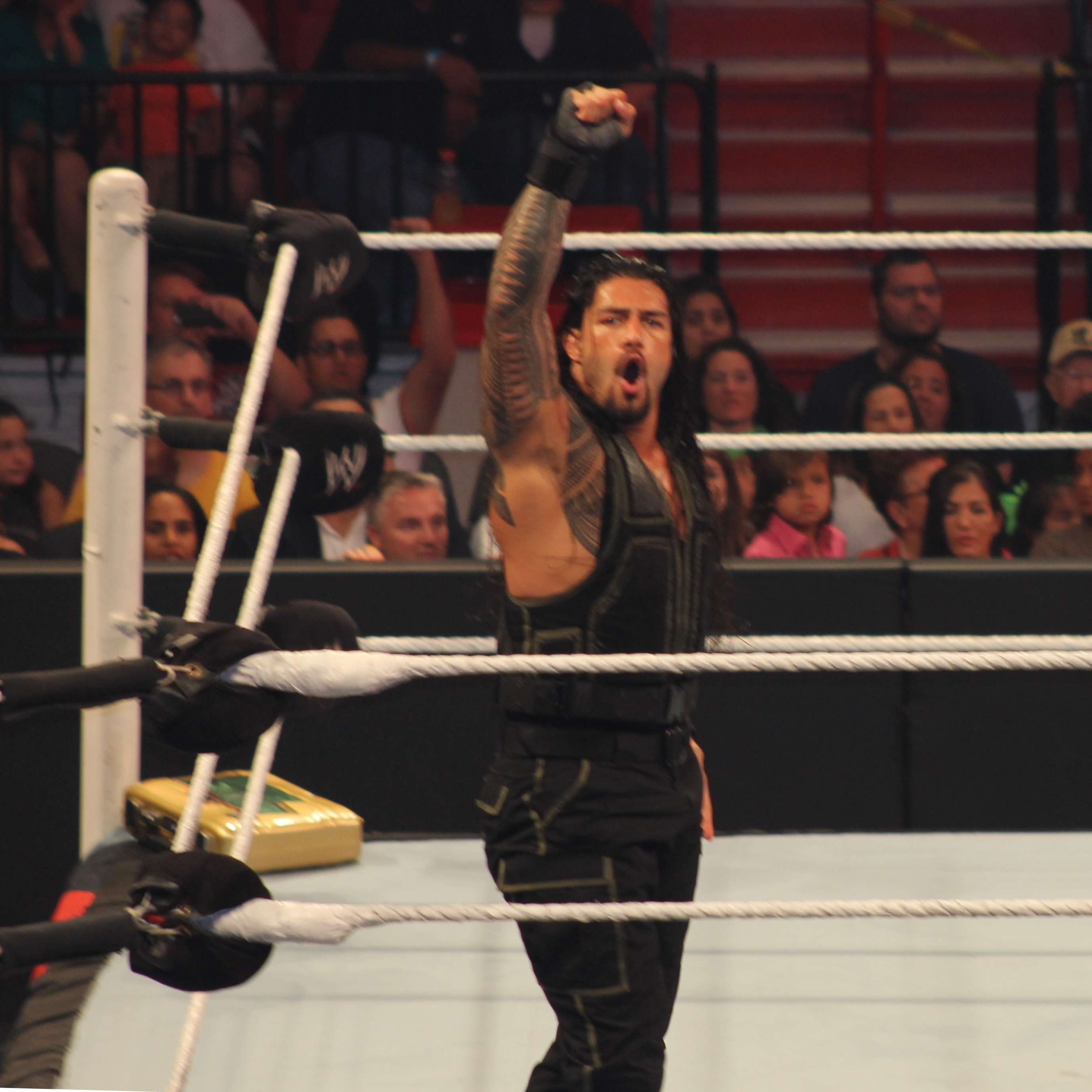
رومان رينز يستعد لتنفيذ ضربته لكمة سوبرمان

بعدها أنفصل رينز وأمبروز، وكل شخص بدا يستخدم أغنية دخول جديدة وخاصة به، في 16 يونيو في عرض الراو رينز أقنع فيكي غيريرو في أضافة إلى مباراة باتل رويال لمركز في مباراة بطولة WWE العالم للوزن الثقيل في مهرجان ماني إن ذا بانك وفاز بها بعد أقصاء أليكساندر روسيف، وفي مهرجان ماني إن ذا بانك فشل رينز في الفوز بالبطولة، وفي 20 يوليو في مهرجان باتل جرواند كان رينز في المباراة الرباعية على بطولة WWE العالم للوزن الثقيل الذي فاز فيها جون سينا، وفي عرض الراو الذي يليه كان تربل إتش سيعلن على أن راندي أورتن هو المنافس الأول على بطولة الأتحاد للعالم في الوزن الثقيل ولكن رينز سوف يهاجم أورتن مما أدى إلى تغير القرار وجعل بروك ليسنر المنافس الأول، وفي عرض الراو كان مقرر أن يلعب رينز أمام كين ولكن قام راندي أورتن بهاجمته وضربه وتنفيذ حركة RKO على رينز فوق طاولة المعلقين بعد أن أخبره تربل إتش أن رينز كلفه فرصته للمنافسة على البطولة في مهرجان سمر سلام 2014 , وبدأت عداوة بين الأثنين أدت ألى مباراة بينهم في مهرجان سمر سلام 2014 التي أنتصر فيها رينز، وفي 18 أغسطس عرض الراو، أنتصر فريق رينز وشيمس وروب فان دام على فريق راندي أورتن ورايباك وكيرتس أكسل. حاول رومان الأنتقام لصديقه دين امبروز من سيث رولينز ودخل الأثنان في عداء فقام سيث رولينز وكين وراندي أورتن بمهاجمة رينز وقام بحركته كورب ستومب على رينز فوق كرسي فولاذي وفي عرض راو تواجه كل من رومان رينز وسيث رولينز وتمكن رينز من هزيمة رولينز بعد أن نفذ حركتة الرمح عليه، أما في ليلة الأبطال 2014 لم يتمكن رينز من القدوم للعرض بسبب الأصابة وأصبح رينز بعيدا عن أعيون السلطة، وقد قام مايكل كول بمقابلة مع رينز من القمر الصناعي وأكد رينز أنه سيعود قريبا، عاد رومان رينز في عرض الراو 8 ديسمبر لتوزيع جوائز السلامي وقد فاز بجائزة أفضل مصارع لعام 2014، رينز عاد رسميا للحلبة بعد ستة أيام من الراو في مهرجان تي أل سي (TLC) حينما منع بيق شو من مهاجمة جون سينا خلال مباراته مع سيث رولينز وأيضا هاجم رينز المصارع سيث رولينز مما سهل على سينا الفوز عليه، رينز ظهر في الراو بعدها وهاجم فاندانغو وبيق شو، ظهر في سماكداون ولعب أول مباراة رسمية له منذ عودته للأتحاد ضد فاندانغو وأنتصر عليه. في عرض الراو تاريخ 22 ديسمبر، رومان رينز أنتصر على بيق شو بالعد الخارجي.
في عرض الراو بتاريخ 14 ديسمبر 2015 تكمن من هزيمة شيمس ليصبح هو بطل العالم للوزن الثقيل.
في نفس الليلة آعلن فينس مكمهان أنه سيدافع عن لقبه في عرض رويال رمبل في معركة باتل رويال أي ضد 29 آخرين من ضمنهم روسيف وبروك لزنر وشيموس وألبرتو دال ريو.. وفي عرض رويال رمبل 2015 خسر رينز اللقب ليصبح تريبل إتش البطل الجديد
لكن رينز طالب بفرصته استعادة اللقب وإنتصر في عرض فاست لاين 2016 على صديقه دين أمبروز وبروك لزنر لينال فرصة لمواجهة تريبل إتش في راسلمانيا 32 على اللقب إلا أن تريبل آتش ظهر في عرض الرو واعتدى على رينز بقوة ليكسر له أنفه ليغيب الأخير ولكن عاد رينز ولعب مباراته في راسلمانيا وايضا تمكن من الفوز بشكل نظيف ليصبح بطل الاتحاد للمرة الثالثة في تاريخه

## دفاعه عن لقب الاتحاد

### بايباك 2016
دافع رومان رينز للمرة الاولي علي لقبه امام الاستثنائي أي جاي ستايلز في بايباك 2016
وفي البداية النزال كان يحاول أي جي ستايلز أن يكتسب الثقة في نفسه من خلال الإعلان عن نفسه كواحد من النجوم القادم على هزيمة رومان رينز، وبالفعل استطاع أي جي ستايلز أن يأخذ الثقة بتوجيه ضربات قوية إلى رومان رينز.
ولكن سريعا لم يسمح رومان رينز باستمرار هذه السيطرة من أي جي ستايلز وقام بتوجيه العديد من الضربات القوية والمتتالية إلى ستاليز الذي بدأ ينهار بسببها.
وفجأة استعاد أي جي ستايلز السيطرة بشكل أكثر من رائع واستطاع أن يسدد ضربة طائرة وقاضية إلى رومان رينز تتدمر طاولة الإذاعة تحتهما وظل الاثنين منهارين خارج الحلبة وهو ما جعل الحكم يعد إلى عشرة واستطاع ستايلز أن يدخل إلى الحلبة أولا وهو ما جعل الحكم ينهي النزال بفوز ستايلز مع حفاظ رومان رينز على البطولة.
ولكن شين ماكمان اقتحم المكان وقرر أن يعاد النزال بدون قانون العد لعشرة عندما يكون النجمان خارج الحلبة أثناء النزال، وبدأ النزال مرة أخرى وقام رومان رينز بتسديد ضربة غير قانونية إلى ستايلز وهو ما جعل الحكم ينهي النزال مرة أخرى بفوز ستايلز لأن رينز قام بتسديد ضربة غير قانونية مع حفاظ رينز على اللقب.
ولكن ستيفاني ماكمان اقتحمت المكان وقررت أن يتم إعادة النزال واستبعاد قانون عدم تسديد الضربات غير القانونية ليبدأ النزال للمر الثالثة.
وفي هذه المرة أخرج رومان رينز كل الوحشية بداخله من خلال تسديد لكماته المدمرة إلى ستايلز، ولكن الأمور تطورت بشكل في قمة الإثارة حيث اقتحم كل من كارل أندرسون ولوك جالوز الحلبة للاعتداء على رومان رينز لمساعدة ستايلز ولكن رومان رينز استطاع أن يصمد.
وفجأة اقتحم ذا أوسوس الحلبة للاعتداء على أندرسون وجالوز لإنقاذ رومان رينز ولكن الأخير دمر الجميع وقام بتسديد ضربة السبيرز المدمرة إلى ستايلز ليقوم بتثبيت أكتاف ستايلز ليفوز في اللقاء في إعادته الثلاثة ويحافظ على بطولة WWE للوزن الثقيل

### اكستريم رولز 2016
دافع رومان رينز علي اللقب للمرة الثانية امام أي جاي ستايلز
في البداية كان رومان رينز مسيطرا على الأمور داخل الحلبة بتوجيه ضربات مدمرة إلى أي جي ستايلز ولكن الأخير استطاع أن يوقف هذا السيل من الهجمات وأن ينقل النزال إلى خارج الحلبة وسط الجمهور.
وخارج الحلبة كان الاثنين يدمران بعضيهما بشكل مرعب وهو ما زاد من حماس الجمهور بشكل غير طبيعي واستمر هذا الأمر خارج الحلبة دون فائدة للإثنين، وهو دفع الاثنين للعودة إلى الحلبة مرة أخرى.
وبعد عودتهما إلى الحلبة ظل الصراع مستمر بينهما من خلال ضربات مدمرة وقوية، ولكن دون أن يستطيع أي منهما إنهاء النزال، وفجأة اقتحم الحلبة كل من لوك جالوز وكارل أندرسون من اجل مساعدة أي جي ستايلز للانتصار على رومان رينز وكاد الأمر يحدث لولا تدخل ذا أوسوس من أجل الدفاع عن رومان رينز الذي كاد يخسر اللقب.
وبدأ الأمر محير ومثير في نفس الوقت، ولكن أي جي ستايلز استطاع أن يأتي بكرسي حديدي ليدمر جميع من حوله، وكان ستايلز على وشك الفوز في النزال في أكثر من مناسبة ولكن في النهاية استطاع رومان رينز أن يوجه ضربة سبير مدمرة إلى أي جي ستايلز وهو في الهواء ليقوم بتثبيت أكتافه بعدها ويفوز في النزال ويحافظ على بطولة WWE للوزن الثقيل.
ولكن المفاجأة حدثت أثناء احتفال رومان رينز بالفوز حيث عاد النجم سيث رولينز واقتحم الحلبة ليعتدي على رومان رينز ويرفع حزام البطولة ليعلن أنه سوف يكون البطل القادم بعد أن أجبر على التنزال عن بطولته بسبب الإصابة التي تعرض لها

## ماني إن ذا بانك 2016
بالطبع بعد عودة سيث رولينز طالب رولينز بمباراة إعادة علي اللقب الذي لم يخسره ابدا
النزال كان متوازنا وشهد غضب واضح من رومان رينز الذي اعتبر أن فوزه باللقب غير كامل كونه لم يفز على سيث رولينز بعد لذلك اتضح جليا أنه يريد أن ينهي على سيث رولينز فورا.
هناك الكثير من اللقطات الرائعة والتي كان رومان رينز وسيث رولينز قريبان جدا من الفوز ولكن سيث ولكن النهاية جائت صادمة للجميع.. فبعد أن نجح سيث رولينز في التفوق على رومان رينز تعرض لصدمة حقيقية عندما فوجئ بالفائز بحقيبة ماني إن ذا بانك دين أمبروز يدخل ليقوم باستخدام فرصته الذهبية وينتصر هو ويحصد اللقب الذي لطالما حلم به وسط ذهول الجميع بمن فيهم رومان رينز وسيث رولينز الذي ظل ملقى على الأرض

## فرصة اخري علي لقب الاتحاد
بعدها تم الإعلان عن مباراة بين رومان رينز ودين امبروز وسيث رولينز علي لقب الاتحاد
وفي البداية قام رومان رينز بإلقاء سيث رولينز خارج الحلبة وتفرغ للاشتباك مع دين أمبروز ولكن سيث رولينز عاد من جديد، ولكن مرة أخرى قام دين أمبروز بإلقائه خارج الحلبة ليتفرغ الاثنين مرة أخرى.
ولكن سيث رولينز كان مصرا على المنافسة في النزال وعدم الابتعاد وهو ما نجح فيه عندما وجه مجموعة من الضربات الموجعة إلى رومان رينز ومن ثم دين أمبروز، ولكن الأخير كان له تواجه قوي من خلال السيطرة على النزال بتوجيه ضربات مزدوجة إلى كل من سيث رولينز ورومان رينز.
ومرة أخرى عاد سيث رولينز إلى السيطرة على النزال والتفرغ لدين أمبروز في ظل وجود رومان رينز خارج الحلبة محاولات التعافي من سلسلة ضربات قوية تعرض لها.
بعد أن نال رومان رينز قسطا من الراحة عاد لتدمير الاثنين، لكن سريعا عاد سيث رولينز المهندس لسيطرة من خلال حركاته الطائرة الفتاكة، وفي تلك اللحظة اعتلى دين أمبروز طاولة الإذاعة ليقفز من عليها منقضا على الثنائي الذي كان منشغلا بالاعتداء كل منهما على الأخر.
ومن ثم قام دين أمبروز بإدخال رومان رينز إلى الحلبة ليقوم بتوجيه ضربات قوية إليه ليحاول سريعا إنهاء النزال ولكن سيث رولينز تدخل لتعود الإثارة من جديد في النزال.
وبعد اشتباكات مثيرة للغاية استطاع دين أمبروز أن يدمر الثنائي بضرباته القاضية وأن يفوز في النزال ويحافظ على بطولة WWE مرة أخرى ليأخذها معه إلى عرض سماكداون

## الي لقب الولايات المتحدة
بعد خسارة رومان رينز للقب الاتحاد قرر الاتجاه الي لقب الولايات المتحدة وكان البطل وقتها روسيف وضرب رومان رينز روسيف بقوة وبعدها تحدي روسيف وروسيف قبل التحدي

### سمر سلام 2016
كان من المفترض أن يتنافس كلا من رومان رينز وروسيف في نزال على لقب الولايات المتحدة ولكن سرعان ما اشتعلت الأمور بينهما وبدأ روسيف الاعتداء سريعا على رومان رينز قبل أن يرن الحكم جرس البداية.
 بعدها لم يكن لرومان رينز سوى رد وحيد وهو الاعتداء بشكل أعنف مستخدما كل ما يمكن استخدامه بداية من لكمة سوبر مان وصولا إلى استخدامه كرسي بل وقام بحركة سبير قضت على روسيف وأسقطته أرضا دون حراك.. وبناء عليه ظل روسيف كبطل للولايات المتحدة كون النزال لم يبدأ بشكل رسمي وانتهى بدون فائز

### كلاش اوف تشامبيونز 2016
في بداية النزال حصل روسيف على فرصة من أجل إفراغ كل غضبه من رومان رينز بعد أن أفسد حفل زفافه على الجميلة لانا خلال الفترة الأخيرة. واستمرت سيطرة روسيف على النزال لفترة طويلة.
ولكن رومان رينز بقوته استطاع أن يخطف السيطرة خلال النزال ولكن روسيف لم يكن يمنحه الفرصة ويباغته بضربات قوية للغاية لكي يوقفه قبل أن يسيطر على النزال بشكل كامل.
ومع استمرار النزال بدأ السيطرة متبادلة بين الاثنين وسط محاولات من رومان رينز لتوجيه ضربة سوبر مان بانش المدمرة إلى روسيف من أجل إنهاء النزال، وبالفعل استطاع توجيهها إلا أن روسيف لم ينهار بعدها وهو ما زاد من حماسة رومان رينز.
وتطورت الأحداث بشكل غريب حيث استطاع رومان رينز أن يوجه سبير مدمرة إلى روسيف وكان على وشك الفوز بالنزال ولكن لانا منعت الحكم من العد ثلاثة عدات وهو ما جعله يطردها من الحلبة.
وهو ما زاد ما قوة وإصرار رومان رينز وبدأت في توجيه سلسلة ضربات قوية للغاية إلى روسيف الذي كان يستفيق منها بأعجوبة، ولكن رومان رينز في النهاية وجه سبير أخرى مدمرة إلى روسيف وقام بتثبيت أكتافه بنجاح ليفوز في النزال ويخطف بطولة الولايات المتحدة من روسيف

### هيل ان اسيل 2016
معركة حقيقية جمعت بين رومان رينز بطل الولايات المتحدة وروسيف المتحدي البلغاري العنيف.. ولا مكان أنسب لانهاء هذا الصراع سوى داخل القفص الحديدي العملاق الذي شهد حربا حقيقية بين الاثنين انتهت بحفاظ رومان رينز على لقب الولايات المتحدة.
النزال جاء كما توقع الجميع متزنا شهد عنفا واثارة منقطة النظير خاصة مع قدرات روسيف الخارقة في اذية خصومه خاصة رومان رينز الذي كان قاب قوسين أو ادنى بأن يستسلم بعد ان وضعه روسيف في حركة استسلامية باستخدام السلم الحديدي وسلسلة حديدة أيضا ! 
في النهاية استطاع رومان رينز الانتصار وتحقيق الفوز في نزال لفت انظار الجمهور حول العالم

## فرصة علي اللقب العالمي
تحدي رومان رينز كيفن اوينز وقال له ان لديه كتفين واحد يحمل لقب الولايات المتحدة والاخري فارغة وتحدي اوينز علي اللقب واوينز وافق

### رود بلوك 2016
وقبل أن يبدأ هذا النزال كان يبدو على كيفين أوينز البطل الارتباك الشديد خاصة في ظل خلافه مع كريس جيريكو واحساسه بعدم القدرة على الدفاع عن لقبه وحده، وبدأ النزال ولكن كيفين أوينز كان يخرج من الحلبة عندما يقترب منه رومان رينز.
وقرر رومان رينز أن يجب كيفين أوينز على الدخول في أحداث النزال من خلال توجيه ضربات خاطفة له، وبدى على كيفين أوينز أنه لن يستيطع الحفاظ على لقبه.
ولكن مع الوقت دخل كيفين أوينز في أجواء النزال وبدأ في توجيه ضربات موجعة ومدمرة إلى رومان رينز من أجل الفوز عليه، ولكن رومان رينز كان له بالمرصاد في العديد من تلك الضربات، واستمر كيفين أوينز في استخدام أساليبه الماكرة في توجيه ضربات مدمرة إلى رومان رينز.
وفي ظل سيطرة كيفين أوينز على النزال كان رومان رينز بين الحين والأخر يوجه ضرباته المدمرة أيضا إلى كيفين أوينز، ولكن فجأة خرج الاثنين خارج الحلبة وقام كيفين أوينز بتوجيه ضربات باستخدام جسمه إلى رومان رينز، ومن ثم قام بوضع رومان رينز على إحدى طاولات الإذاعة وقام بالقفز عليه مرتين لتتدمر الطاولة من تحت رومان رينز.
وسريعا دخل كيفين أوينز إلى الحلبة في ظل انهيار رومان رينز خارج الحلبة وبدأ الحكم في العد ولكن رومان رينز استطاع أن يدخل إلى الحلبة قبل أن يصل الحكم إلى رقم عشرة.
وبعد تلك اللحظة المثيرة ازدادت المعركة سخونة داخل الحلبة بين الاثنين وتبادل الاثنين محاولات تثيبت الأكتاف بعد توجيه ضربات مدمرة ولكن كل تلك المحاولات فشلت من الطرفين.
وجاءت لحظة كان كل من كيفين أوينز ورومان رينز منهارين على أرض الحلبة، وحدثت المفاجأة باقتحام كريس جيريكو الحلبة، وكان الجميع يتوقع أن يقوم كريس جيريكو بالاعتداء على رومان رينز لإنقاذ كيفين أوينز، ولكن العكس حدث فقد قام كريس جيريكو بالاعتداء على كيفين أوينز وهو ما جعل الحكم ينهي اللقاء بإقصاء رومان رينز وإعلان فوز كيفين أوينز ليحافظ على اللقب.
وبعد انتهاء النزال فاجأ كريس جيريكو الجميع بالاحتفال مع كيفين أوينز وهو ما أثبت أنه كان يقوم بمؤامرة لينقذ كيفين أوينز، ولكن الأمر لم ينتهى عند هذا حيث قام سيث رولينز باقتحام الحلبة وشكل ثنائي مع رومان رينز ليقوما بالانتقام من الثنائي جيريكو وأوينز.

## خسارته للقب الولايات المتحدة وفرصة اخري علي اللقب العالمي

### خسارته للقب الولايات المتحدة
تم الإعلان عن مباراة هانديكاب رومان رينز ضد كيفن اوينز وكريس جيريكو علي لقب الولايات المتحدة
وكان واضح جدا خسارة رومان رينز للقب لكن هذا لم يمنع من سيطرة رومان لبعض الوقت علي المباراة ولكن كما يقال الكثرة تغلب الشجاعة وخسر رينز اللقب ليصبح كريس جيريكو بطل الولايات المتحدة الجديد

### فرصة أخرى علي اللقب
ميك فولي أعلن ان رومان رينز سياخذ فرصة اخري علي اللقب العالمي لكن هذه المرة سيكون كريس جيريكو داخل قفص حديدي فوق الحلبة

### رويال رامبل 2017
نزال جمع بين رومان رينز وكيفن أوينز في رويال رامبل 2017 وعلى الرغم من أن النهاية جائت لصالح الا ان
```
كريس جيريكو كان حاضرا في النزال الذي اقيم بدون قوانين ولكن هذه المرة كان معلقا فوق الحلبة داخل قفص حديدي حتى لا يتدخل في مجريات النزال كما جرت العادة في أغلب المواجهات بين الاثنين في الاسابيع الماضية.
```

المواجهة سرعان ما تحولت من خارج الحلبة إلى خارجها وتم استخدام الكراسي والسلالم الحديدية وحتى الطاولة الخشبية وسط جنون جماهيري لكل لقطة قام بها النجمان.. النهاية جائت عندما قام برون سترومان بالتدخل لصالح كيفن أوينز في انتقام لما قام به رومان رينز وجولدبيرج من حركة سبير في راو الماضي.
```
التدخل جاء ليمنح الفوز لكيفن أوينز بعد نزال قوي للغاية وليفسد على رومان رينز فرصة الحصول على لقب WWE العالمي
[
16
]
```

ولكن لم تكن هذه النهاية فارومان رينز دخل الي مباراة الرويال رامبل ورقمه كان 30
ولكن تم اقصائه من طرف راندي اورتن ليفوز هو بمباراة الرويال رامبل

## عداوته مع برون سترومان
بدات العداوة بمجرد تدخل سترومان في مباراة رينز ليمنعه من فرصة الفوز باللقب وفي الليلة التالية من رويال رامبل حدثت مباراة بين كيفن اوينز وبرون سترومان علي لقب اليونفرسل ورومان رينز رد ما فعله سترومان وتدخل وحرم سترومان من فرصة الفوز باللقب العالمي وبعدها بدات عداوة كبيرة جدا وكانت أول مباراة في فاست لين

### فاست لين 2017
من بين أكثر النزالات التي كانت منتظرة في عرض فاست لين كان النزال المرعب بين رومان رينز وبرون سترومان المتوحش، ومن اللحظة الأولى التي بدأ فيها النزال كانت الإثارة في أعلى مستوياتها على الإطلاق.
ولكن برون سترومان كان مسيطرا في الجزء الأكبر في النزال في حين أن رومان رينز كان يحاول بين الحين والأخر أن يوقف توحش برون سترومان بشكل كبير. وكانت تلك اللحظات التي ينهار فيها برون سترومان يستغلها الرائع رومان رينز ليشق طريقه نحو الفوز في هذا النزال القوي.
وفي النهاية استطاع رومان رينز أن يوجه ضربتين سبير مدمرتين متتاليتين لكي يقضي تماما على برون سترومان ليثبت أكتافه وسط ذهول الجمهور من الأداء الرائع له ليفوز في النزال بصعوبة شديدة

## عداوته مع اندرتيكر
كان من المفترض ان يستكمل رومان رينز عداوته مع برون سترومان ولكن اندرتيكر تدخل بسبب اقصاء رومان رينز له في رويال رامبل وضرب رومان رينز أكثر من مرة وفي احدي عروض الراو حفر قبر وكان مكتوب عليه رومان رينز

### راسلمانيا 33
اندرتيكر كان له هدف واحد من هذه المواجهة وهو أن يحطم رومان رينز، ذلك الشاب الذي قرر أن يتحدى الرجل الميت ويعلن أن الحلبة هي مكانه ولم تعد مكان أندرتيكر.
و على الرغم من كل خبرات أندرتيكر استطاع رومان رينز أن يرد في كل مرة حاول فيها أندرتيكر القضاء عليه عاد بشكل قوي ليرد على كل حركة وكل لكمة وكل ركلة مظهرا شجاعة لا مثيل لها
 النهاية جائت عندما عندما ظل أندرتيكر يقاوم حركات السبير المتتالية ليسقط في النهاية أمام رومان رينز وينتصر الاخير بأحد أقوى نزالاته في التاريخ

## استكمال عداوته مع برون سترومان وفرصة اخري علي اللقب العالمي
وبعد انتهاء رينز من اندرتيكر قرر ان يعود لبرون سترومان وقدموا أكثر من فقرة رائعة في هذه العداوة وتم الإعلان عن مباراة بين سترومان ورينز الفائز يتاهل علي لقب اليونفرسل

### بايباك 2017
الكل كان في انتظار هذا النزال المرتقب بين رومان رينز وبرون سترومان الوحش خاصة بعد أن قام  برون سترومان بتدمير سيارة إسعاف بداخلها رومان رينز وهو ما تسبب في غياب النجم بسبب الإصابة.
النزال بدأ بين الاثنين سريعا حيث قام برون سترومان بتوجيه ضربات مدمرة وقوية للغاية إلى رومان رينز الذي لم يستطع أن يلتقط أنفاسه من أجل أن يصد ضربات برون سترومان التي دمرت كل شيء بما فيها طاولة الإذاعة.
ولكن في لحظة ما استطاع رومان رينز أن يوجه ضربته الشهيرة سبير ولكمتان سوبر ولكن كل تلك الضربات لم تكن كفيلة بالقضاء على برون سترومان.
وبالفعل استطاع برون سترومان أن يوجه ضربة شوك سلام إلى رومان رينز الذي انتهى بعدها تماما ليفوز في النزال وبعد ذلك قام بالاعتداء على رومان رينز بطريقة وحشية للغاية كانت كافية لأن يتدخل الفريق الطبي ويحاول نقل رومان رينز إلى الخارج بالإسعاف ولكن خلف الكواليس حدث اشتباك أخر بينهما عند سيارة الإسعاف
وفي عرض راو التالي رينز هاجم سترومان ليجعله يصاب ويغيب لمدة 6 أشهر
بعد ما حدث بين رينز وسترومان كان يجب تحديد منافس جديد لبروك ليزنر علي لقب اليونفرسل وقرر مدير عرض راو كيرت أنغل اقامة مباراة بين رومان رينز وفين بالور وسيث رولينز وبراي وايت وساموا جو الفائز يواجه بروك ليزنر علي لقب اليونفرسل

### اكستريم رولز 2017
انطلق الحدث الرئيسي لعرض اكستريم رولز 2017 بصورة حماسية وكان جميع المصارعين حريصين على تحقيق الفوز وانتزاع الفرصة الثمينة لمواجهة الوحش البشري بروك ليسنر في عرض كرات النار العظيمة 2017، وشهدت البداية تحالفا قويا وعنيفا بين ساموا جو وبراي وايت اللذان سيطرا على الجميع بصورة تامة.
حيث تمكن وايت وجو من الإطاحة بسيث رولينز وفين بالور ورومان رينز باسخدام الدرج المعدني الثقيل، ورغم المحاولات التي قام بها الخصوم للإطاحة بهما لكن كل واحد منهما كان يحمي ظهر الآخر ويبعد عنه هجمات الاخرين ومحاولاتهم للسيطرة على النزال، وتركز هجومهما لفترة طويلة على بالور الذي حصل على ضربات عنيفة بالكرسي الحديدي داخل الحلبة.
لكن وبالرغم من ذلك فإن مقاومة بالور أتاحت الفرصة أمام رومان رينز للسيطرة على الحلبة والإطاحة بهما بضرباته العنيفة، إلّا أن وايت وجو تمكنا من السيطرة على اندفاعه ي نهاية المطاف، لتتاح الفرصة أمام سيث رولينز للسيطرة عليهما ومحاولة انتزاع الفوز عقب تألقه ضدّهما، لكنّ الخلاف دبّ بينهما بعد سيطرتهما عليه في نهاية المطاف.
وأخذ جميع النجوم يتبادلون الضربات العنيفة إلى أن جاء الجنون من رومان رينز الذي أطاح بفين بالور وساموا جو بضربة سبير عنيفة حطّم بهما الحاجز بجانب الحلبة، ثم من سيث رولينز الذي قفز من أعلى زاوية الحلبة فوق براي وايت الذي كان على طاولة المعلقين، وهو الأمر الذي أتاح لهما العراك بصورة منفردة وسط الحلبة بعد ذلك.
واستمرت المعركة النارية إلى أن بدأ النجوم بالعودة لأجواء المواجهة بشكل تدريجي، وجاء الحسم في نهاية المطاف لمصلحة “المدمّر” ساموا جو الذي تسلل إلى الحلبة ونفذ حركة إخضاع على فين بالور الذي فقد وعيه ولم يقوى على الحراك، ليعلن الحكم أن جو هو الفائز بهذا النزال الناري

## مواجهة بروك ليسنر على اللقب العالمي 2018
قرر مدير عرض الرو كيرت انغل اقامة مباراة في غرفة اقصاء 7 مصارعين ومنهم رومان رينز وجون سينا وبرون سترومان وسيث رولينز وفين بالور وذا ميز وألايس والفائر يواجه بروك ليسنر على اللقب العالمي في راسلمينيا 34 وانتهت مباراة بفوز رومان رينز بعد اقصاء برون سترومان.
في 28 فبراير عرض الرو دخل رومان رينز وتكلم عن بروك ليسنر حيث قال بأنه لايحترمه ولا يحترم الجماهير ولا يحترم قانون دبليو دبليو أي وقال أنه لا يملك موقف بطل الحقيقي.
وفي 05 مارس عرض الرو تناقشا رومان رينز وبول هايمن مدير الأعمال بروك ليسنر.
وفي 12 مارس عرض الرو تحدث رومان رينز عن ليسنر وقال بقي 4 اسابيع على راسلمينيا وبطل العالمي غير موجود الليلة وخرج وتكلم مع رئيس الاتحاد فينس مكمان قال ما الذي يحدث لبروك ليسنر ودخلو مكتب وتحدثو قائلا تم ايقاف رينز مؤقتا بواسطة فينس مكمان.
و في 19 مارس عرض الرو دخل كرت انجل وقال ان رومان رينز لا يزال مستبعد وقال من ممكن ان يكون بروك ليسنر هنا الليلة والا ان اكمل جملته خرج رينز بين الجماهير مخالفا للقانون وبعدها خرج كيرت انجل وأرسل له الحراس الأمن وعندى إخراجه ضربهم كلهم ودخول بروك ليسنر مفاجئ وضربه بالكرسي الفولاذي وسوبليكس سيتي واف-5 بينما كان مقيدا.
وفي 26 مارس عرض الرو تعرض رينز للهجوم بواسطة ليسنر وضربه عدة ضربات بالكرسي وادراج وضربه بحركته اف-5.
وفي 02 أبريل عرض الرو أي عرض الرو اخير قبل راسلمينيا دخل رينز وضرب ليسنر 5 ضربات لكمة سوبرمان وكان واقفا رينز حمل لقب ونظر إلى الجماهير واستغل ليسنر فرصة وضربه بحركته اف-5..
في 8 أبريل تواجه رومان رينز وبروك ليسنر على اللقب الكوني وفاز ليسنر على رينز بعد تعرض رينز ل«اف 5» مرات عديدة وواحدة منها على طاولة التعليق.
في 27 أبريل في اعظم رويال رامبل في السعودية تواجه ليسنر ورينز على اللقب الكوني وخسر رينز بعد ان نفذ حركة «سبير» وكسر علي ليسنار القفص ورومان هو أول من لمس الأرض بقدمه في هذه اللحظة ظلم رومان

## المرض وترك الاتحاد 2018
في عرض الراو 22 أكتوبر 2018 أعلن المصارع رومان عن إصابته بمرض السرطان وقال اسمي الحقيقي هو جو، وأتعايش مع مرض سرطان الدم (اللوكيميا) منذ 11 عاما، وللأسف لقد عاودني المرض، ولهذا لا يمكن أن احتفظ بلقب بطولة العالم وسأتخلى عنه وأضاف أريد توضيح شيء واحد، هذا ليس اعتزالا، لأنه فور علاجي وشفائي من المرض سأعود من جديد لبيتي هنا".

## الحياة الشخصية
أنوي هو نصف ساموا ونصف أيطالي، هو أبن المصارع سيكا أنوي وشقيق المصارع الراحل مات «روزي» أنوي، وهو فرد من عائلة أنوي (عائلة مشهورة بالمصارعة)
بذلك هو يكون قريب المصارع دواين ذا روك جونسون والمصارع الأسطورة يوكوزونا
و المصارع سامو أنوي والمصارع راكيشي وأبنائه المصارعان جيمي وجاي أوسو.
في معهد جورجيا التقني درس أنوي الإدارة.
أنوي تزوج من غالينا بيكر في ديسمبر 2014، ولديه أبنة واحدة اسمها جويل أو «جوجو»، وظهر معها في إعلان لخدمة عامة في يونيو عام 2014.

## في المصارعة
- الضربة القاضية
  - سبير (ضربة الرمح)
  - سوبر مان بونش
  - باك سوبلكس (في NXT
- حركات معروف بها
  - كلوزلاين
  - درايف باي
  - سوبرمان بنش
  - ساموا دروب
- ألقابه
  - ذا باورهوس
  - ذا سوبرمان
  - ذا كينق أوف ذا رومان أمباير
  - ذا جقرنات
  - الكلب الكبير
  - رومان امباير
- أغاني الدخول

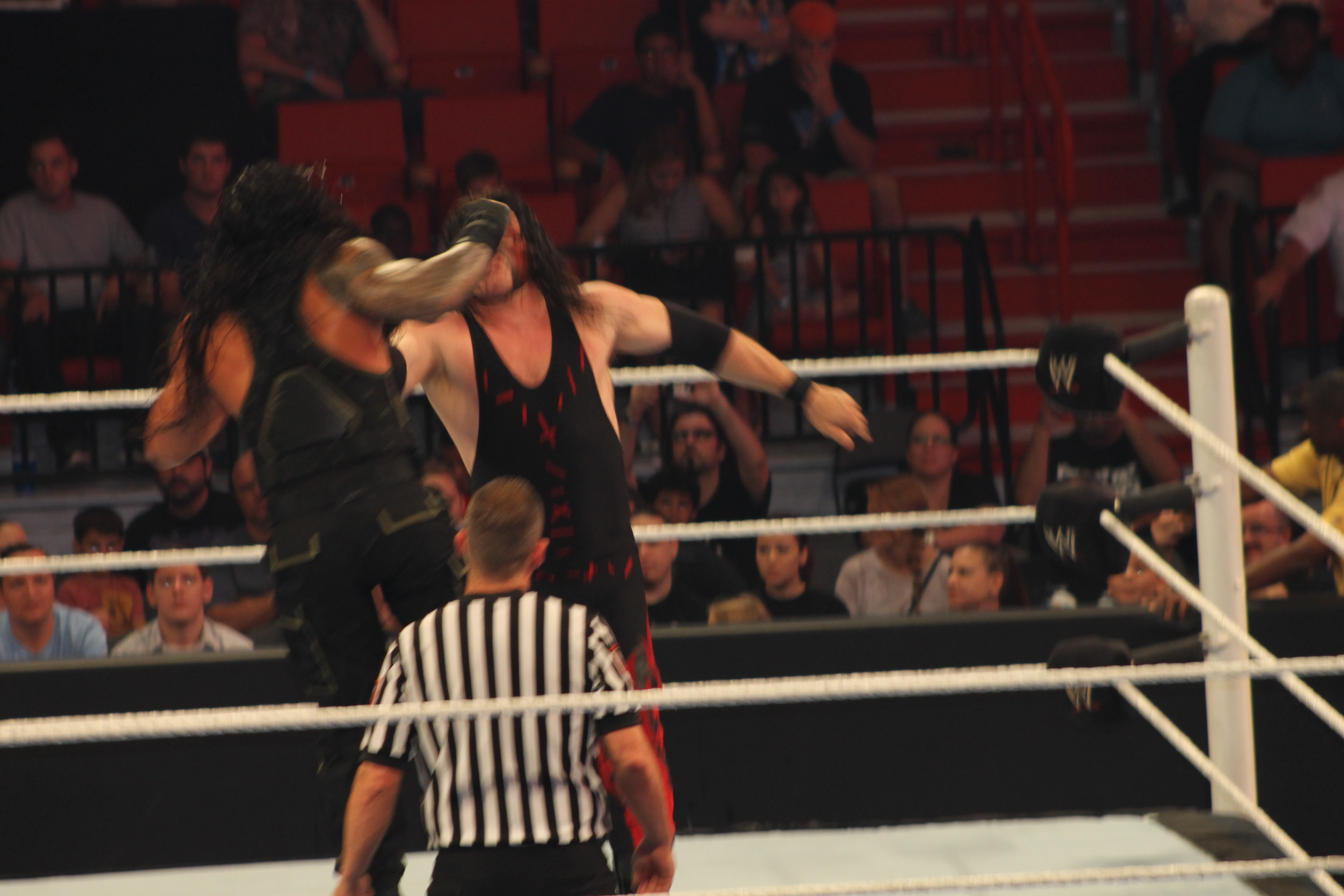
رينز ينفذ حركة سوبرمان بنش على كين.

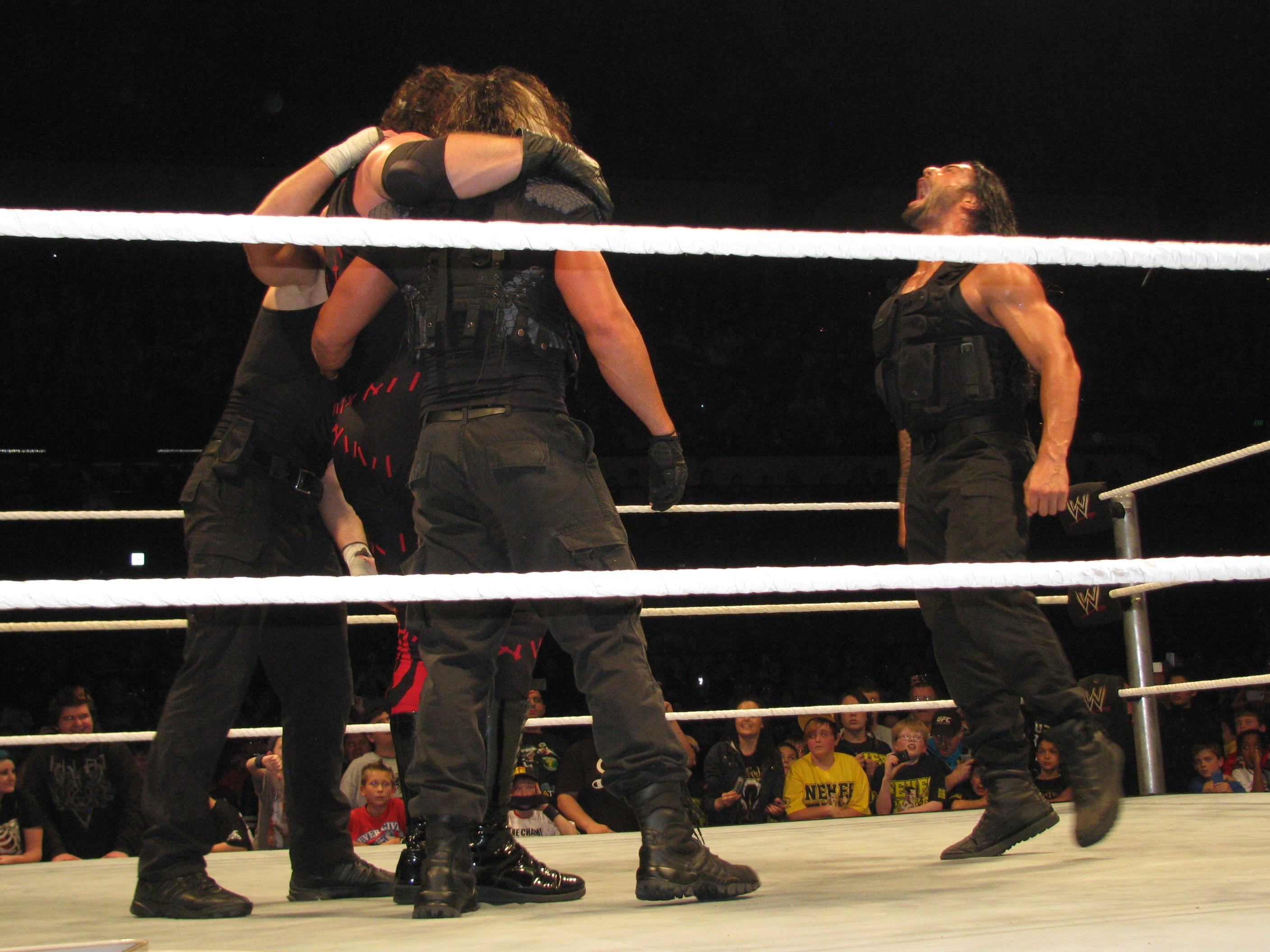
فريق الدرع ينفذوا حركتهم الإسقاط الثلاثي.

  - أرمي أوف ديث من قبل جوزيف سابا وستيوارت ونتر (2010-2012)
  - سبشل ون من قبل جيم جونستون (16 ديسمبر 2012 - 9 يونيو 2014) أستخدمها عندما كان جزء من فريق الدرع
  - ذا تروث رينز من قبل جيم جونستون (16 يونيو 2014 - إلى الآن)

## البطولات والإنجازات
- فلوريدا تشامبيون شيب ريسلنغ

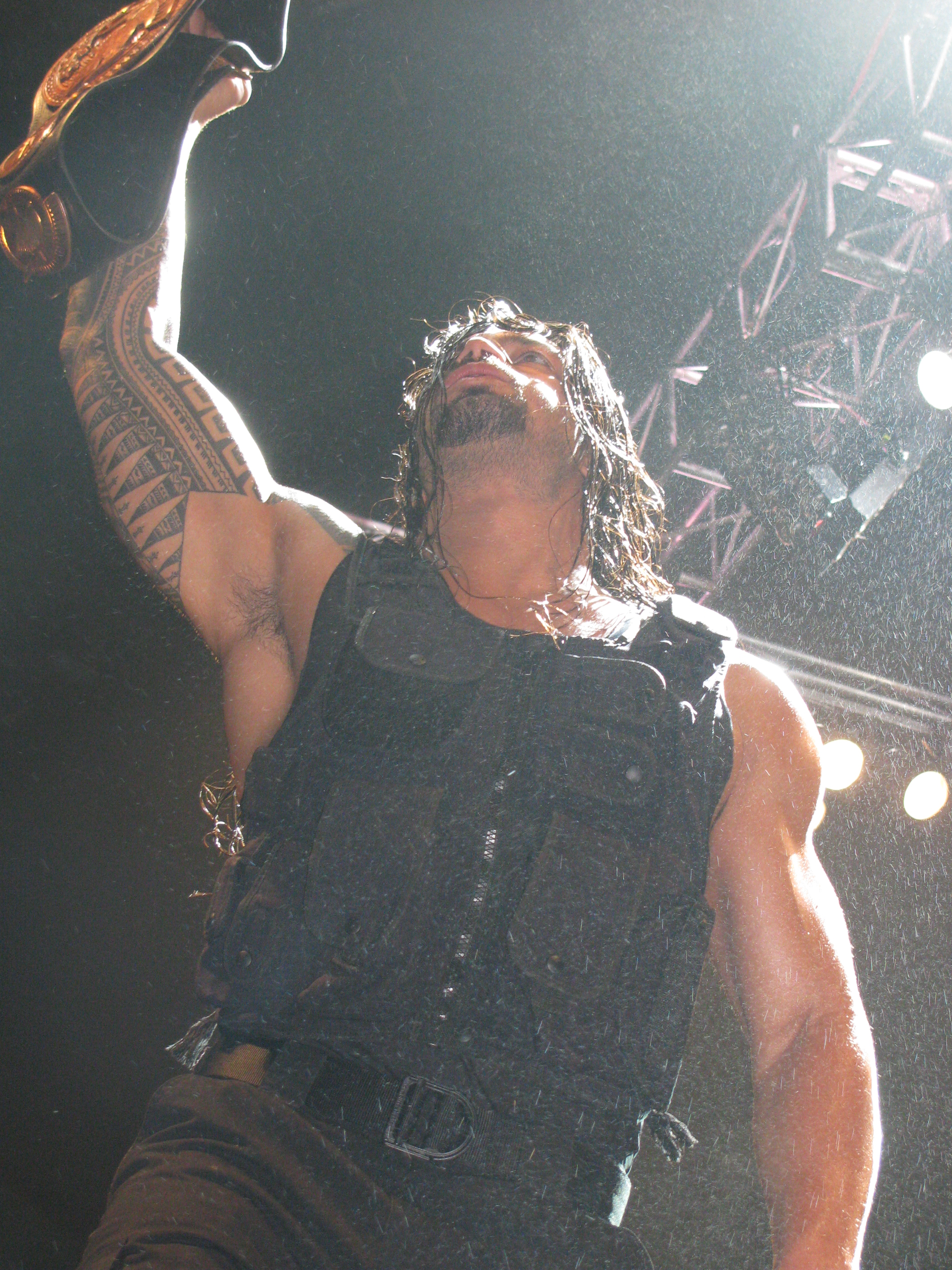
رومان رينز مع بطولة التاق تيم

  - بطوله الفرق الزوجيه في اتحاد FCW (مره واحده)
- Pro Wrestling Illustrated
  - حقق بطولة دبليو دبليو إي للوزن الثقيل بفوزة على شايموس في العرض الذي عرض في اليوم التالي لمهرجان (تي ال سي) 2015
  - أفضل فريق زوجي لهذا العام (2013) - مع سيث رولينز
  - تم تصنيفه في المرتبة 39# بين اقوى 500 مصارع لهذا العام (2013)
- بطل دبليو دبليو إي(3 مرات)
  - بطوله الفرق الزوجيه (مره واحده) مع سيث رولينز
  - جائزة سلامي لـ أفضل حركة لهذا العام (2013) - حركة سبير
  - جائزة سلامي لـ أفضل مجموعة لهذا العام (2013) - فريق الدرع
  - جائزة سلامي لـ أفضل نجم جديد لهذا العام (2013) - فريق الدرع
  - جائزة سلامي لـ أفضل نجم لعام (2014)
  - فاز بمباراة الرويال رمبل (2015)
- Wrestling Observer Newsletter
  - أفضل فريق زوجي لهذا العام (2013) - مع سيث رولينز
  - الأكثر تحسناَ لهذا العام (2013)
  - فاز ببطولة الولايات المتحدة في عرض كلاش أو شامبيون (2016)
  - فاز ببطوله القارات (2017)
  - فاز ببطولة دبليو دبليو إي يونيفرسال (2018)
  - فاز ببطولة اليونيفرسال (2020)

## روابط خارجية
- رومان رينز على موقع IMDb (الإنجليزية)
- رومان رينز على موقع قاعدة بيانات الفيلم (الإنجليزية)
- رومان رينز على موقع JustSportsStats.com (الإنجليزية)
- رومان رينز على موقع كلية كرة القدم في سبورتس رفرنس.كوم (الإنجليزية)
- رومان رينز على موقع دبليو دبليو إي (الإنجليزية)
- رومان رينز على موقع WrestlingData.com (الإنجليزية)
- رومان رينز على موقع CageMatch worker (الإنجليزية)
- رومان رينز على موقع قاعدة بيانات المصارعة على الإنترنت (الإنجليزية)
- رومان رينز على موقع عالم المصارعة على الإنترنت (الإنجليزية)
- رومان رينز على موقع عالم المصارعة على الإنترنت (الإنجليزية)